# Théorie triarchique de l'intelligence
La théorie triarchique de l'intelligence de Robert Sternberg (1988) se réfère à un modèle théorique mis au point dans le but de compléter les modèles d'intelligence humaine développés par l'approche psychométrique, c'est-à-dire, se basant uniquement sur les résultats aux tests d'intelligence (le quotient intellectuel ou QI). 
Robert Sternberg a pensé que l'intelligence doit être conçue comme aidant l'individu à s'adapter dans sa vie et que sur ce plan, les tests de QI ne rendent pas compte de deux autres aspects importants de l'intelligence : la créativité et l'intelligence pratique. 
Sa théorie a été accueillie avec intérêt par la communauté scientifique car elle était originale. 
Cependant elle est très critiquée car surtout théorique et manquant de données empiriques (d'expériences ou d'observations scientifiques) pour la valider. 

## Les limites des tests de QI et du facteurg
Robert Sternberg a observé que les théories de l'intelligence proposées ne rendent pas compte entièrement de la réussite dans la vie. En 1988, il propose une théorie « triarchique » de l'intelligence (triarchic, plus rarement traduit par triangulaire) dans le but d'offrir une description plus complète de la compétence intellectuelle que celle qu'offrent les modèles différentiels ou cognitifs traditionnels,. Cette théorie triarchique de l'intelligence ne remet pas en cause la validité d'un facteur général d'intelligence. Cependant Sternberg propose que l'intelligence dite générale, mesurée par le facteur g, n'est qu'un des aspects de l'intelligence qu'il nomme l'intelligence analytique. Deux autres composantes de l'intelligence doivent être prises en compte pour comprendre l'ensemble du fonctionnement intellectuel. 

## L'intelligence à succès
Pour Sternberg, l'intelligence se doit d'être définie par l'évaluation de la réussite dans la vie, elle-même définie par des critères qui sont propres à l'individu (idiographiques) et au contexte socioculturel dans lequel il évolue,. Ainsi, la réussite scolaire n'est pas forcément liée à la réussite professionnelle — un mauvais élève peut être débrouillard et réussir dans la vie ; un bon élève peut échouer à trouver un bon emploi.     
D'ailleurs, en 1997, il révise le nom de sa théorie et parle de Theory of Successfull Intelligence, théorie de l'intelligence à succès, soulignant l'importance de prendre en compte le succès dans la vie de l'individu en fonction de son contexte social, qui lui est propre (et non de la société en général),.    

## Trois aspects de l'intelligence
La théorie triarchique de l'intelligence décrit trois aspects fondamentaux de l'intelligence : analytique (aspect compositionnel), créatif (aspect expérientiel) et pratique (aspect contextuel).  

### Intelligence analytique
L'intelligence analytique décrit le processus mental par lequel l'intelligence est exprimée. Elle permet l'efficacité du traitement de l'information : résoudre des problèmes, analyser les résultats. Les tests d'intelligence mesurant le facteur g (Wechsler, Matrices de Raven, etc) décrivent bien cette intelligence.

### Intelligence créative
L'intelligence créative est nécessaire lorsqu'un individu est confronté à une nouvelle situation, un nouveau problème. Elle permet de trouver une nouvelle manière d'envisager les choses et d'avoir une pensée originale et aussi dans certains cas de trouver une solution à un nouveau problème.

### Intelligence pratique
L'intelligence pratique permet à l'individu de s'adapter à son environnement unique. Grâce à l'intelligence pratique, un individu peut évaluer une situation dans son environnement familier et social, et y réagir soit en s'adaptant, soit en changeant l'environnement. L'intelligence pratique peut se mesurer par la connaissance implicite ou tacite de l'individu. 
Elle ressemble en cela à la sagesse pratique d'Aristote, consistant à trouver un équilibre entre deux extrêmes, par exemple en ne se montrant ni trop prudent ni trop téméraire sur un champ de bataille. (Il ne faut pas confondre l'intelligence pratique avec l'habileté manuelle ; ici, Sternberg parle plutôt d'habiletés sociales, liées au contexte ; il s'agit plutôt de débrouillardise, streetwise en anglais.)

## Fondements théoriques
La théorie hiérarchique de l'intelligence intègre plusieurs approches théoriques. Elle emprunte à la psychologie cognitive basée sur les théories du traitement de l'information (par exemple, en prenant en compte la progression temporelle des processus de pensée). Elle emprunte à la psychologie interculturelle en prenant en compte l'impact des conceptions implicites de l'intelligence. Elle prend en compte les différences individuelles tout comme dans l'approche psychométrique (tests du QI par exemple). Enfin elle prend également en compte l'approche de la psychologie développementale, proposée par Jean Piaget, et sa description des opérations logiques pour résoudre les problèmes . 

## Points forts de la théorie
Ce modèle propose une idée nouvelle intéressante qui relance le débat de la nature de l'intelligence et qui met en cause l'existence d'une intelligence générale. Elle présente certains points forts. Sur un plan statistique, Flynn note que l'approche de Sternberg et les tests complémentaires qu'il a proposés permettent d'augmenter la prédiction des scores universitaires (la variance expliquée passe de 0,159 à 0,248, soit une augmentation de la corrélation de 0,40 à 0,50). Selon Flynn, l'approche de Sternberg permet de mesurer des aspects qui ne sont pas pris en compte par les tests traditionnels comme le fait que l'étudiant sache rendre ses essais suffisamment intéressants pour retenir favorablement l'attention de ses enseignants à l'université.

## Critiques de la théorie
Dans l'ensemble, malgré quelques points forts et originaux, la théorie de l'intelligence de Robert Sternberg reste controversée dans la communauté scientifique, car son modèle n'est pas étayé par des observations scientifiques,,,,.
En ce qui concerne les trois dimensions de l'intelligence, l'indépendance entre intelligence pratique et intelligence générale est invalidée par un grand nombre d'études, même s'il est possible que la créativité soit en effet relativement indépendante du QI, mesuré aux tests traditionnels, comme le défend Sternberg. 